# Christian Teyssèdre
Christian Teyssèdre es un político del partido socialista francés, que nació en Rodez el 6 de noviembre de 1952.
Antiguo alto funcionario público de la empresa EDF-Francia,] el 9 de marzo de 2008, fue elegido alcalde de la ciudad de Rodez (30 000 habitantes) con el 54% de los votos en la primera vuelta. Además, también vicepresidente de la región de Grande Rodez (65 000 habitantes).

## Cargos
- Alcalde de Rodez desde 2008
- Vicepresidente del Grande Rodez
- Consejero general del cantón de Rodez Ouest a la Presidencia del Departamento de Aveyron

## Cargos anteriores
- 1995 - Primer Secretario del Partido Socialista de Aveyron
- 1997 - Director de campo de Anne-Christine Her al momento de las elecciones legislativas
- 2001/2008 - Consejero general del cantón de Rodez Norte
- 2001/2008 - Presidente del grupo Socialiste y Républicain en la Diputación Provincial de Aveyron reemplazado en 2008 por Stéphane Bultel